# Twilight (Star Trek)
Twilight is de 59e aflevering van de serie Star Trek: Enterprise van 97 afleveringen in totaal. Hierin probeert de bemanning van de USS Enterprise NX-01 de laatste 6.000 mensen te beschermen en een medische procedure die het verleden ongedaan kan maken uit te voeren.
Seizoen drie van deze serie heeft één grote verhaallijn, die het gehele seizoen voortduurt (zie seizoen drie), met meerdere plots. Deze aflevering is dus slechts één onderdeel van dit verhaal.

## Verloop van de aflevering
In 2153 wordt Jonathan Archer door een graviteitsanomalie geraakt. Daarin zitten parasieten verborgen die ervoor zorgen dat de langetermijngeheugen van de kapitein niet meer werkt. Omdat hij geen nieuwe herinneringen meer aanmaakt, kan hij geen kapitein meer blijven. Onder leiding van nieuwe kapitein T'Pol mislukt de missie van de Enterprise om te voorkomen dat de Xindi de Aarde vernietigen met een superwapen. 12 jaar later heeft dokter Phlox een medische procedure ontwikkeld die de parasieten in Archers hersenen kan vernietigen. Inmiddels woont Archer samen met T'Pol in een kleine kolonie, maar ze gaan samen naar de Enterprise om daar de procedure uit te voeren.
Nadat Phlox een gedeelte van de parasieten succesvol heeft verwijderd, blijkt dat ze niet alleen in het heden, maar ook in het verleden zijn verdwenen; de parasieten bestaan niet in de lineaire tijd. Voordat de operatie afgerond kan worden, wordt de Enterprise echter aangevallen door de Xindi, die willen voorkomen dat de operatie wordt uitgevoerd. De overige parasieten kunnen echter net op tijd uit Archers hersenen worden verwijderd, waardoor zijn aandoening in feite nooit heeft bestaan. Hij wordt in 2153 wakker in de ziekenboeg van het schip, waar hij behalve lichte verwondingen geen aandoening heeft.

## Achtergrondinformatie
- Deze aflevering wordt door fans en critici beschouwd als (een van) de beste aflevering(en) van deze serie. In de IMDB heeft deze aflevering een waardering van 8,9.

## Acteurs

### Hoofdrollen
- Scott Bakula als kapitein Jonathan Archer
- John Billingsley als dokter Phlox
- Jolene Blalock als overste T'Pol
- Dominic Keating als luitenant Malcolm Reed
- Anthony Montgomery als vaandrig Travis Mayweather
- Linda Park als vaandrig Hoshi Sato
- Connor Trinneer als overste Charles "Trip" Tucker III

### Gastrollen
- Gary Graham als Soval
- Brett Rickaby als Yerdrin Lek

### Bijrollen

#### Bijrol met vermelding in de aftiteling
- Richard Crenna als een bewaker

#### Bijrol zonder vermelding in de aftiteling
- Joey Anaya als een Xindi
- Jason Collins als korporaal R. Ryan
- Mark Correy als bemanningslid Alex
- Duncan Fraser als vaandrig Walsh
- Hilde Garcia als bemanningslid Rossi
- John Jurgens als een Xindi-reptiel-soldaat
- Ricky Lomax als soldaat W. Woods
- Marti Matulis als een Xindi-reptiel-soldaat
- Gil Rosales (stuntacteur)
- Justin Sundquist (stuntacteur)
- Ator Tamras als een bemanningslid van de Enterprise
- Chris Torres als sergeant B. Moreno

### Stuntdubbels
- Keith Campbell als stuntdubbel voor Scott Bakula

## Links en referenties
- Twilight op Memory Alpha
- (en)   Twilight in de Internet Movie Database